# Simanovszki járás
A Simanovszki járás (oroszul Шимановский райо́н) Oroszország egyik járása az Amuri területen. Székhelye Simanovszk, de az nem része a járásnak.

## Népesség
- 1989-ben 8 588 lakosa volt.
- 2002-ben 7 275 lakosa volt.
- 2010-ben 5 956 lakosa volt.